# Franz Endler (teolog)
Franz Johann Endler (27. května 1858 Děčín – 8. ledna 1937 Praha) byl český katolický kněz, doktor teologie, profesor dogmatiky, apologetik a sociolog. Autor modlitebních knih a zpěvníků.

## Život
Na kněze byl vysvěcen 22. července 1884. Byl řádným profesorem dogmatické teologie na pražské německé univerzitě, a ačkoliv vyučoval dogmatiku, známý se stal spíše pracemi, které přesahovaly jeho základní obor, kdy se věnoval otázkám sociální práce církve. Jako řada dalších katolických teologů vyučujících v Praze se i on stal kanovníkem Kolegiátní kapituly Všech sv. na Hradě pražském.